# Mystacinobia zelandica
Mystacinobia zelandica je malá bezkřídlá muška z řádu dvoukřídlých, která se endemitně vyskytuje na Novém Zélandu. Život mušky je nerozlučně spojován s mystacinou novozélandskou, s níž žije v symbióze.

## Taxonomie
Mušku poprvé zaznamenal zoolog P. D. Dwyer v roce 1962. Mušku objevil na mystacině, o kterou se svého času staral, avšak nerozpoznal, že se jedná o nový druh a jedince pouze zkatalogizoval. V roce 1973 došlo v oblasti Northlandu k pádu obřího zástupce damaroně jižního zvaného Kopi. Na stromě se nacházela kolonie mystacin novozélandských. Když spadlý strom navštívili místní ochránci, jeden z pracovníků Novozélandské lesní služby si všiml, že na jednom z mrtvých netopýrů se nachází tři neobvyklé mušky. Pracovník je sesbíral a zaslal do Aucklandu k prozkoumání. Aucklandská entomoložka Beverley Holloway, která se k nálezu dostala, zjistila, že se jedná o nový druh dosud neznámé mušky. V roce 1976 publikovala její první popis, ve kterém mušku umístila do monotypického rodu Mystacinobia a nově vytvořené čeledi Mystacinobiidae. Podle pozdějších analýz DNA se zdá že druh reprezentuje vzdálenou a prastarou linii nadčeledi Oestroidea, která zahrnuje masařky nebo bzučivky.

## Popis
Moucha je kolem 4–9 mm dlouhá. Nemá křídla, je slepá a disponuje dlouhýma chlupatýma nohama podobným pavoukům. Ne jejich konci se nachází drápky, které pomáhají mušce při pohybu po husté srsti mystacin. Samci jsou větší než samice.

## Biologie
Mystacinobia zelandica žije výhradně v koloniích mystacin novozélandských. Na rozdíl od všech ostatních mušek spojovaných s netopýry (zástupců čeledi mucholovití), Mystacinobia zelandica není parazitická; neživí se krví netopýrů, ale jeho guánem. Guáno pojídají larvy i dospělci. Ve střevech mušek byl nalezen veškerý obsah guána (pyl, ovoce, houby, části hmyzu) kromě semínek. Mouchy potřebují k vývinu poměrně vysokou teplotu (27–30 °C) i vlhkost; tyto podmínky jsou spojovány s koloniemi mystacin. Jediná kolonie mystacin může obsahovat i 10 tisíc mušek.
Distribuce mušek je zcela závislá na rozptylu mystacin. Typicky připadá jedna muška na jednu mystacinu, nicméně byl zaznamenán případ 60 mušek přichycených na jediné mystacině. Kolonie mystacin jsou známé tím, že poměrně často mění svá stanoviště (v létě v rámci dnů až týdnů, v zimě se jedná spíše o týdny až měsíce). K opuštění kolonií dochází náhle, během jediné noci. V rámci muší kolonie se vždy najdou oplodněné samičky, které jsou neustále přichycené na mystacinách, čímž dochází k zajištění přežití muší kolonie na následujícím stanovišti, kde oplodněná samička po příletu na mystacinách naklade okolo 30 vajíček. Mušky, kterým se nepodaří přesunout na nové stanoviště společně s kolonií mystacin, se nashromáždí kolem vchodu do opuštěného stanoviště a snaží se přichytit na jakéhokoliv jedince, který se objeví u vchodu.
Vztah mezi muškami a mystacinami je symbiotický. Mušky pomáhají v rozkladu netopýřího guana a čistí jejich srst, ze které vybírají zbytky jídla včetně pylu a mateřského mléka. Mušky mají velmi silné svaly na hrudníku, kterými dokáží vydávat poměrně hlasitý zvuk připomínající let velké mouchy. Zvuk je doprovázen relativně silnými vibracemi. Tyto projevy patrně slouží jako komunikační prostředek s mystacinami a zabraňuje, aby hmyzožravé mystaciny mušky pozřely.
Mušky jsou někdy svým vzhledem výrazně odlišné jedna od druhé. To je spojováno s propracovaným sociálním systémem v rámci muší kolonie.
O larvy se starají samečkové i samičky. Odrostlí samci zůstávají v kolonii i poté, co se přestanou pářit. Mušky si navzájem čistí povrch těla, což je aktivita spojovaná spíše s primáty než s hmyzem.
Vysoká specializace a detailní provázanost životního cyklu mušek na život v koloniích mystacin novozélandských napovídá, že jejich vztah se vyvíjel po miliony let. Je možné, že mušky přiletěly na novozélandský kontinent spolu s prapředkem mystacin.

## Fotogalerie

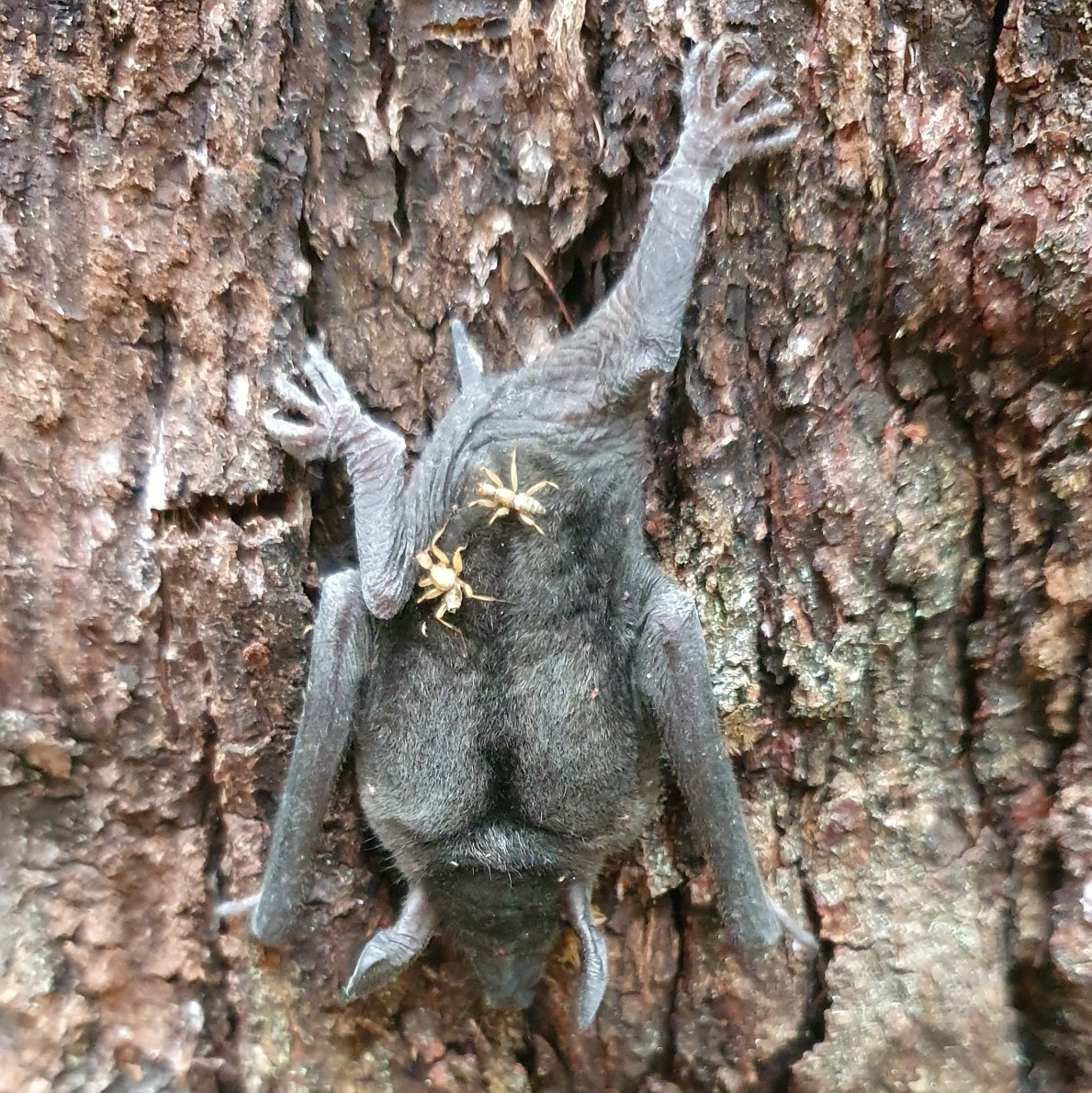
Pár jedinců Mystacinobia zelandica na zádech mystaciny
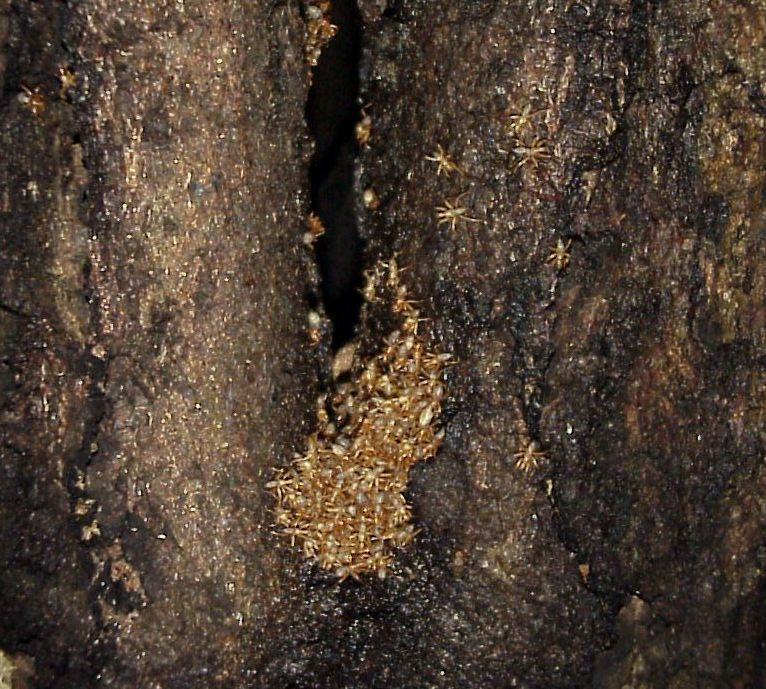
Mušky nashromážděné u vchodu do kolonie mystacin
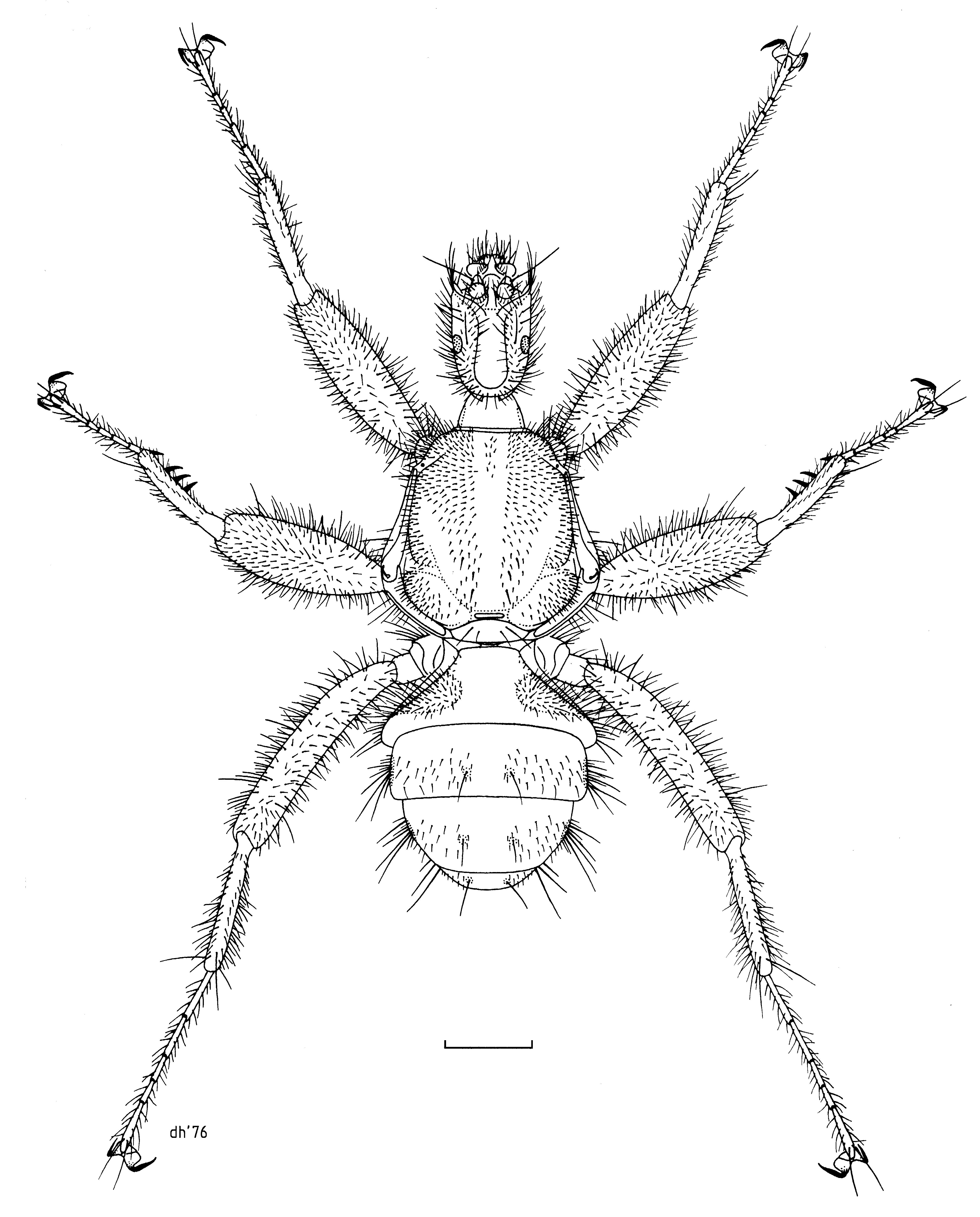
Ilustrace
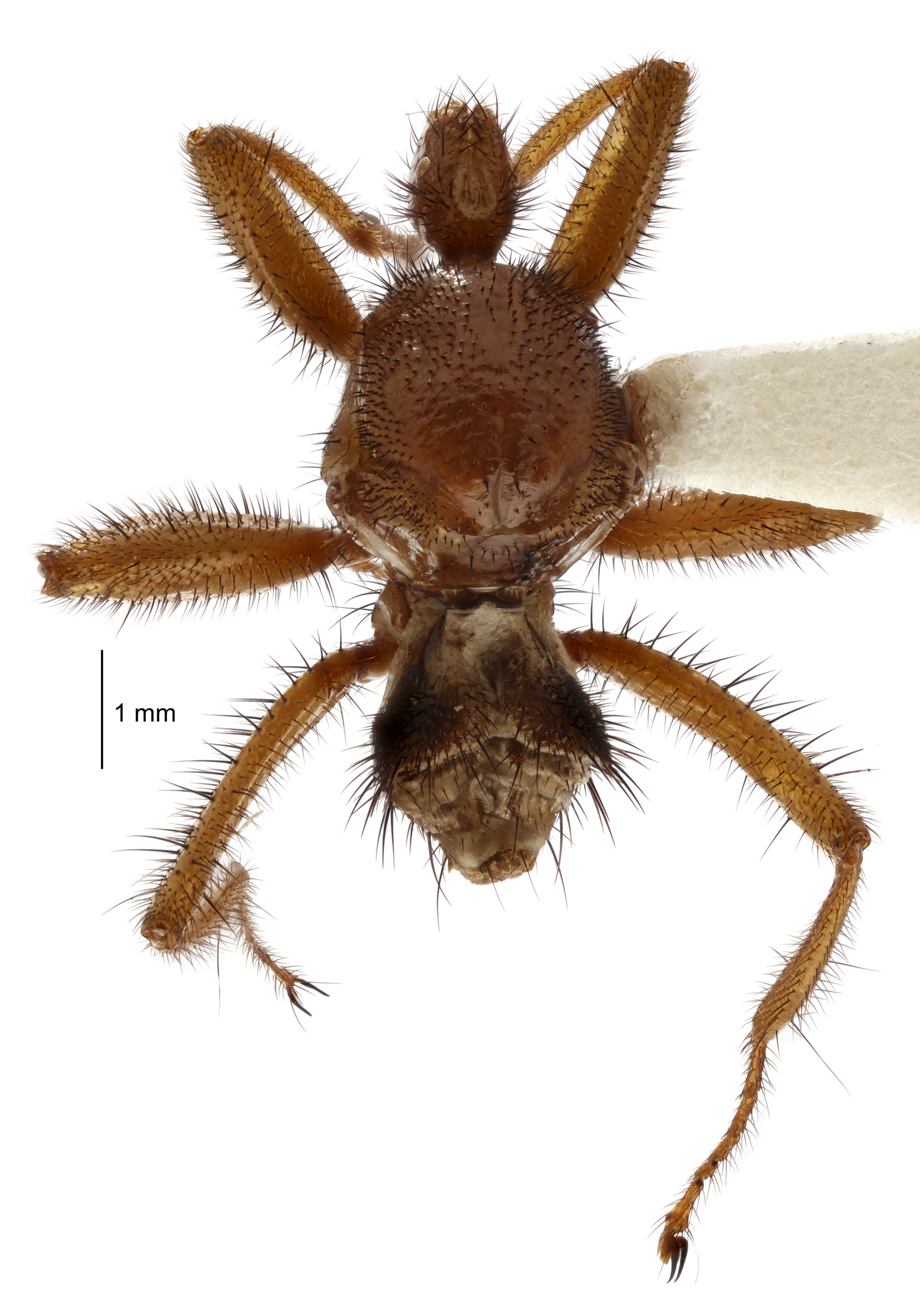
Dospělý sameček